# Asa Miller
Asa Bisquera Miller (* 14. Juni 2000 in Portland, Oregon, Vereinigte Staaten) ist ein philippinischer Skirennläufer. Er startet hauptsächlich in den technischen Disziplinen Riesenslalom und Slalom.

## Karriere
Miller erlernte das Skifahren im Alter von anderthalb Jahren. Sein internationales Renndebüt gab er am 3. August 2016 im Rahmen des Australian New Zealand Cups in Perisher Valley. Sein erstes internationales Großereignis bestritt er im darauffolgenden Jahr bei den Juniorenweltmeisterschaften in Åre, wobei er als beste Platzierung den 39. Rang im Slalom erreichte.
2018 nahm Miller erstmals an Olympischen Winterspielen teil. In Pyeongchang erreichte er den 70. Platz im Riesenslalom. Weniger Erfolgreich verlief seine Olympiateilnahme vier Jahre später in Peking. Sowohl im Riesenslalom als auch im Slalom schied er aus.
Miller startet hauptsächlich bei FIS-Rennen in Nordamerika.

## Privates
Miller wurde als Sohn eines US-Amerikaners und einer Philippinerin geboren, wodurch er beide Staatsbürgerschaften besitzt. Seine Mutter stammt aus Manila.

## Erfolge

### Olympische Winterspiele
- Pyeongchang 2018: 70. Riesenslalom
- Peking 2022: DNF Riesenslalom, DNF Slalom

### Juniorenweltmeisterschaften
- Åre 2017: 39. Slalom, DNF Super-G, DNF Riesenslalom, DNF Alpine Kombination

### Weitere Erfolge
- 6 Platzierungen unter den besten 10 bei FIS-Rennen